# Пёстрый толстолобик
Пёстрый толстолобик, или южный толстолобик (лат. Hypophthalmichthys nobilis) — азиатский стайный пелагический быстрорастущий вид костных рыб из семейства карповых (Cyprinidae). Рыбы данного вида в длину достигают 146 см и массы до 40 кг.
Обитает в реках Дальнего Востока, впадающих в Тихий океан. В начале 1960-х годов пёстрый толстолобик вместе с молодью белого толстолобика (Hypophthalmichthys molitrix) и белого амура (Ctenopharyngodon idella) был целенаправленно завезён в водоёмы Узбекистана. Первоначально их завезли в пруды хозяйства «Калган-Чарчик». За счёт случайных уходов при обловах рыб в прудах и аварийных сбросов воды из хозяйства они попали в Сырдарыю, где успешно размножаются. Широко акклиматизирован в европейской части бывшего СССР и других странах, зафиксировано размножение в низовьях крупных рек, впадающих в Аральское, Каспийское, Черное и Азовское моря (Сырдарья, Амударья, Терек, Кубань, Днестр, Прут). 

## Интересные факты
Летом 1996 года на Каховском водохранилище возле села Высшетарасовка промысловиками был пойман толстолобик пёстрый весом 51 кг.